# Diocesi di Fenice
La diocesi di Fenice (in latino Dioecesis Phoenicia) è una sede soppressa e sede titolare della Chiesa cattolica.

## Storia
Fenice, nei pressi del villaggio di Finiq nel sud dell'Albania, è un'antica sede vescovile della provincia romana dell'Epirus Vetus nella diocesi civile di Macedonia.
Le Quien attribuisce a questa antica diocesi tre vescovi. Peregrino partecipò al concilio di Calcedonia nel 451. Valeriano sottoscrisse la lettera dei vescovi dell'Epirus Vetus all'imperatore Leone nel 458 in seguito all'uccisione del patriarca Proterio. Filippo firmò la lettera scritta nel 516 dai vescovi della sua provincia a papa Ormisda circa l'ordinazione del metropolita Giovanni di Nicopoli.
Dal 1933 Fenice è annoverata tra le sedi vescovili titolari della Chiesa cattolica; la sede è vacante dal 20 maggio 2024.

## Cronotassi

### Vescovi greci
- Peregrino † (menzionato nel 451)
- Valeriano † (menzionato nel 458)
- Filippo † (menzionato nel 516)

### Vescovi titolari
- Charles Leo Nelligan † (19 maggio 1945 - 16 novembre 1970 dimesso)
- Giovanni Peragine, B. (15 giugno 2017 - 20 maggio 2024 nominato arcivescovo coadiutore di Scutari-Pult)